# Margaret Hamilton (vetenskapsman)
Margaret Heafield Hamilton, född Heafield 17 augusti 1936 i Paoli i Indiana, är en amerikansk datorforskare, systemvetare och egenföretagare. Hon var tidigare direktör för mjukvarudivisionen vid MIT Instrumentation Laboratory som utvecklade mjukvara för installation i rymdraketer inom Apolloprogrammet. Vid ett kritiskt ögonblick under Apollo 11-uppdraget förhindrade Hamiltons grupps arbete att en månlandning avbröts. 1986 grundade hon Hamilton Technologies, Inc. i Cambridge, Massachusetts där hon även är VD. Företaget utvecklades kring Universal Systems Language som baserades på hennes idéer om “Development Before the Fact” (DBTF) för system och mjukvarudesign.
Hamilton har publicerat mer än 130 uppsatser, tillvägagångssätt och rapporter med koppling till de 60 projekt och sex huvudkursprogram som hon har varit involverad i.

## De tidiga åren
Margaret Heafield är dotter till Kenneth Heafield och Ruth Esther Heafield (född Partington). Hon gick ut från Hancock High School 1954 och läste sedan till en kandidatexamen i matematik med filosofi som sidoämne vid Earlham College, där hon avslutade studierna 1958. Efter sin examen undervisade hon i matematik och franska på gymnasiet under en kortare period, medan hennes make slutförde sin akademiska grundexamen. Hon flyttade till Boston, Massachusetts för att påbörja forskarstudier i abstrakt matematik vid Brandeis University. 1960 tog hon tillfälligt anställning vid MIT för att utveckla mjukvara som kunde beräkna väder med hjälp av LGP-30- och PDP-1-datorer (vid Marvin Minskys Project MAC) för professor Edward Norton Lorenz vid institutionen för meteorologi. Vid denna tid hade datavetenskap och programvaruteknik ännu inte blivit självständiga discipliner, och de som lärde sig koda gjorde det genom idogt arbete i samband med andra arbetsuppgifter.
Mellan 1961 och 1963 arbetade hon med SAGE Project vid Lincoln Labs där hon var en av världens första programmerare som skrev mjukvara för den första AN/FSQ-7-datorn (även kallad XD-1), med syfte att kunna söka efter och övervaka  "fientliga" flygplan. Hon skrev även mjukvara för Air Force Cambridge Research Laboratories.

## NASA

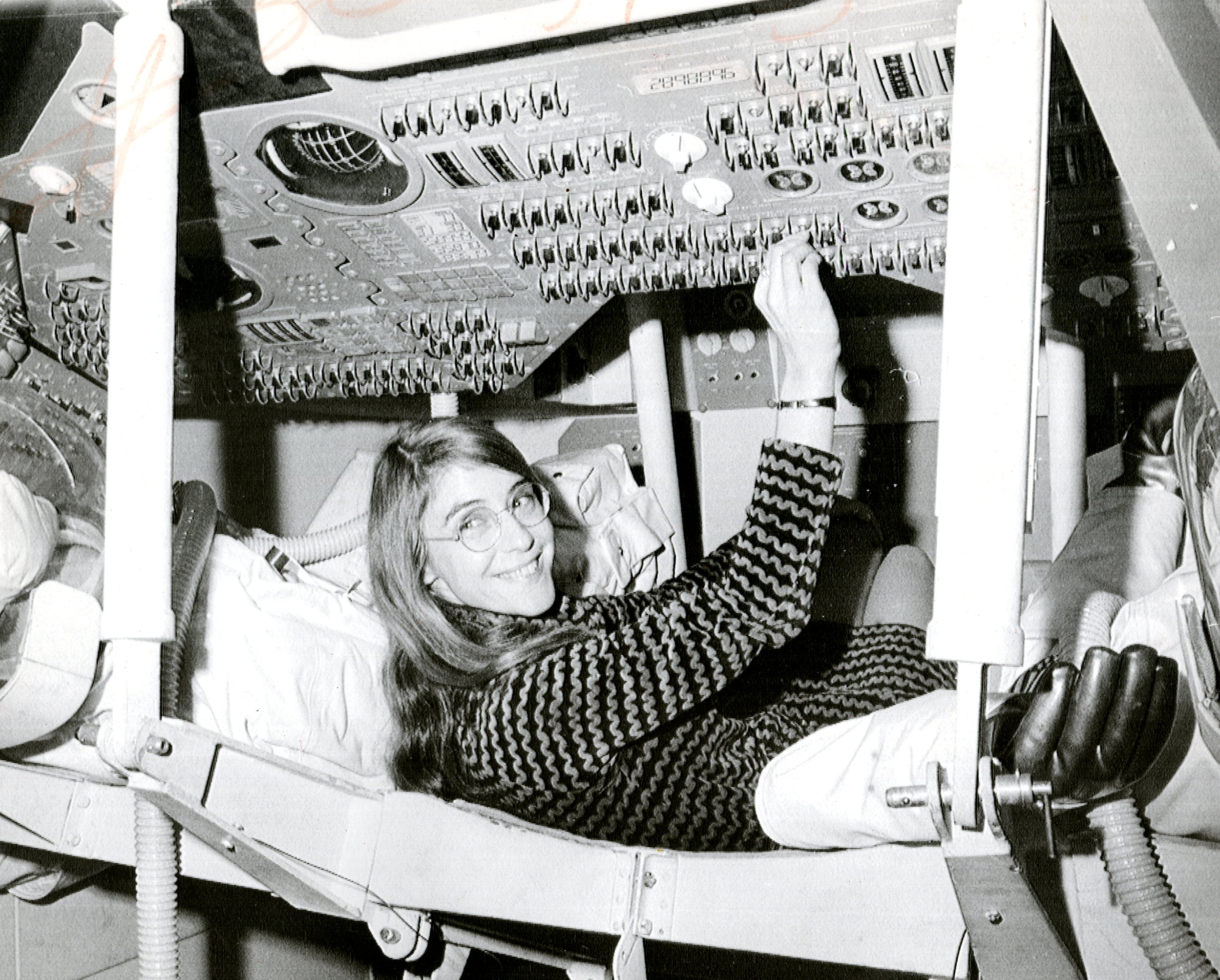
Hamilton under perioden som huvudansvarig mjukvarudesigner för Apolloprojektet.

Under 1960-talet fick Hamilton anställning vid Charles Stark Draper Laboratory vid MIT som vid denna tid jobbade med Apolloprogrammet. Där blev hon så småningom chef och ansvarig för mjukvarukodning för Apollo och Skylab.
Vid NASA var Hamiltons arbetslag ansvarigt för att ta fram den mjukvara som krävdes för att navigera till och landa på månen. Samma mjukvara kom senare att användas för ett otal expeditioner, inklusive Skylab. Hon arbetade för att få erfarenhet i en tid då det inte fanns några egentliga utbildningar i programmering och mjukvarudesign.
Hon är bland annat expert inom systemdesign och mjukvaruutveckling, processmodellering, paradigmutveckling, modelleringsspråk för formella system, automatiserade livscykelmiljöer, metoder för att säkerställa mjukvarors tillförlitlighet och återanvändning, domänanalys.

### Apollo 11-expeditionen
Hamiltons arbete förhindrade avbrott i Apollo 11:s landning på månen: Tre minuter innan månlandaren hade nått månens yta hade ett flertal larm triggats igång. Datorn var överbelastad med inkommande data eftersom radarsystemet (som inte behövdes för själva landningen) hela tiden uppdaterade en räknare i datorn och gjorde att cyklerna blockerades. Tack vare sin robusta arkitektur kunde datorn fortsätta att arbeta och den mjukvara som hade tagits fram för månlandaren, och som använde sig av asynkron exekvering, gavs prioritet före mer enkla operationer. Felet spårades till en felaktig checklista.
Due to an error in the checklist manual, the rendezvous radar switch was placed in the wrong position. This caused it to send erroneous signals to the computer. The result was that the computer was being asked to perform all of its normal functions for landing while receiving an extra load of spurious data which used up 15% of its time. The computer (or rather the software in it) was smart enough to recognize that it was being asked to perform more tasks than it should be performing. It then sent out an alarm, which meant to the astronaut, I'm overloaded with more tasks than I should be doing at this time and I'm going to keep only the more important tasks; i.e., the ones needed for landing... Actually, the computer was programmed to do more than recognize error conditions. A complete set of recovery programs was incorporated into the software. The software's action, in this case, was to eliminate lower priority tasks and re-establish the more important ones... If the computer hadn't recognized this problem and taken recovery action, I doubt if Apollo 11 would have been the successful moon landing it was.–Margaret Hamilton, Director of Apollo Flight Computer Programming MIT Draper Laboratory, Cambridge, Massachusetts, "Computer Got Loaded", Letter to Datamation, March 1, 1971

## Affärsverksamhet
Mellan 1976 och 1984 var Hamilton VD för ett bolag som hon hade varit med och grundat, Higher Order Software (HOS). HOS utvecklade en produkt kallad USE.IT som baserades på HOS-metodologi.
År 1986 grundade hon Hamilton Technologies, Inc. i Cambridge, Massachusetts, där hon även är VD. Bolaget utvecklades kring Universal Systems Language (USL) och dess associerade, automatiserade miljö, 001 Tool Suite, som baserades på hennes idé om ”Development Before The Fact” (DBTF) för systemdesign och mjukvaruutveckling.

## Arvet efter Margret Hamilton

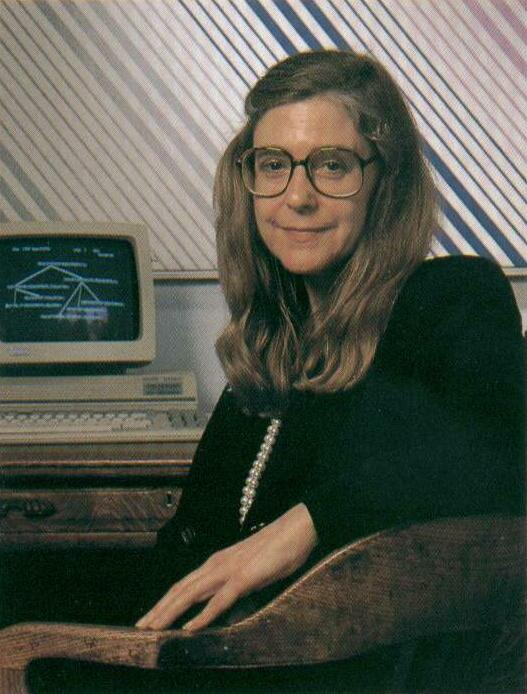
Officiellt foto för NASA, 1989.

Hamilton anses ha myntat termen "software engineering" (programvaruteknik). Inom detta område har hon varit en ledande person i utvecklingen av konceptet asynkron mjukvara, prioritetsordning, end-to-end-test och human-in-the-loop beslutskapacitet, såsom prioritetsvisning som senare kom att lägga grunden för säker mjukvarudesign.

### Utmärkelser
- 1986 – Augusta Ada Lovelace Award, Association for Women in Computing.[5]
- 2003 – NASA Exceptional Space Act Award for scientific and technical contributions. The award included $37,200, the largest amount awarded to any individual in NASA:s history.[9][18][19]
- 2009 – Outstanding Alumni Award, Earlham College.[5]
- 2016 – Presidentens frihetsmedalj [20]

## Privatliv
Margaret Hamilton träffade sin make James Cox Hamilton under studietiden vid Earlham College. De gifte sig i slutet av 1950-talet när hon hade slutfört sin kandidatexamen. De fick en dotter med namnet Lauren och skiljde sig så småningom. Hamilton är svärmor till miljardären James Cox Chambers som gifte sig med hennes dotter 1982.

## Publikationer
- M. Hamilton (1994), "Inside Development Before the Fact," cover story, Special Editorial Supplement, 8ES-24ES. Electronic Design, Apr. 1994.
- M. Hamilton (1994), "001: A Full Life Cycle Systems Engineering and Software Development Environment," cover story, Special Editorial Supplement, 22ES-30ES. Electronic Design, Jun. 1994.
- M. Hamilton, Hackler, W. R.. (2004), Deeply Integrated Guidance Navigation Unit (DI-GNU) Common Software Architecture Principles (revised dec-29-04), DAAAE30-02-D-1020 and DAAB07-98-D-H502/0180, Picatinny Arsenal, NJ, 2003-2004.
- M. Hamilton and W. R. Hackler (2007), "Universal Systems Language for Preventative Systems Engineering," Proc. 5th Ann. Conf. Systems Eng. Res. (CSER), Stevens Institute of Technology, Mar. 2007, paper #36.
- M. Hamilton and W. R. Hackler (2007), "A Formal Universal Systems Semantics for SysML", 17th Annual International Symposium, INCOSE 2007, San Diego, CA, Jun. 2007.
- M. Hamilton and W. R. Hackler (2008), "Universal Systems Language: Lessons Learned from Apollo", IEEE Computer, Dec. 2008.